# José María Villacián Rebollo
José María Villacián Rebollo (Salas de Bureba, provincia de Burgos, 1898 - 1973) fue un médico español. 

## Biografía
Profesor de la Universidad de Valladolid y director del Instituto Psiquiátrico, fue también miembro de la Real Academia de Medicina y Cirugía de Valladolid. Y el vallisoletano Hospital Psiquiátrico Doctor Villacián lleva su nombre. 
Entre sus pacientes más famosos se encuentra el poeta bohemio Armando Buscarini.

## Obras

### Medicina
- Piretoterapia por vacuna "Dmolcos" en cuatro casos de parálisis general (1929)
- Descamación de la piel en grandes trozos como manifestación de choque anafilatico (1929)
- Aspectos psicológicos y sociales del alcoholismo. Discurso recepción Real Academia de Medicina y Cirugía de Valladolid (1955)
- Discurso pronunciado por D. José María Villacián en la Diputación Provincial con motivo de imponerle la Gran Cruz de la Orden Civil de Sanidad (1970)

### Política
- "Política regionalista. Aspecto biológico", NC, 14 de junio de 1931